# Chiesa di Santo Stefano (Cinigiano)
La chiesa di Santo Stefano era un edificio religioso situato nel centro di Cinigiano.

## Storia e descrizione
Di origini medievali, la chiesa è citata per la prima volta in un documento datato 1194, anno in cui risultava già appartenere all'Arcidiocesi di Siena. Il luogo di culto rimase in funzione almeno fino alla prima metà del Quattrocento, epoca in cui iniziò la dismissione di numerose chiese suffraganee della zona, a vantaggio delle pievi e delle parrocchie di riferimento. Dalla metà del medesimo secolo venne quasi certamente sostituita nelle sue funzioni dalla chiesa di San Michele Arcangelo, situata anch'essa nel centro storico di Cinigiano, anche se non è da escludere che durante il secolo successivo quest'ultima sia stata ricostruita in un'ubicazione diversa da quella originaria.
Della chiesa di Santo Stefano sono state perse praticamente tutte le tracce dal Quattrocento in poi, tanto che anche l'identificazione del luogo esatto in cui era ubicata ha lasciato aperte due distinte ipotesi. Secondo alcuni documenti storici, infatti, l'edificio religioso era la chiesa castellana, ed in questo caso il luogo in cui sorgeva era presso il Cassero di Cinigiano, mentre secondo altre ipotesi non sarebbe da escludere che la chiesa castellana fosse l'originaria chiesa di San Michele Arcangelo, in epoca medievale era intitolata a San Michele, che poi venne ricostruita nel luogo attuale durante il periodo cinquecentesco: se quest'ultima ipotesi dovesse essere quella corretta, l'ubicazione della chiesa di Santo Stefano risulterebbe ancora ignota.